# Константин Анджелеску
Константин Анджелеску (рум. Constantin Angelescu; 12 червня 1870, Крайова — 14 вересня 1948, Бухарест) — румунський політик, професор медицини, реформатор системи освіти. Прем'єр-Міністр Румунії. Обіймав посаду лише п'ять діб (30 грудня 1933 — 3 січня 1934). Міністр освіти (1937); Міністр публічних справ та комунікації (1938).
Член Румунської академії наук. Перший Посол Румунії у США.

## Біографія
Походив із старовинної шляхетської сім'ї міста Крайова. Вивчав медицину в Парижі, де він отримав докторський ступінь в 1897 році. Повернувшись до Румунії, став хірургом, а 1903  році — професор медичного факультету Бухарестського університету.
Активно займається політикою з 1901 року, вперше став міністром під час Першої світової війни. Але йому не вдалося організувати дієву медичну службу при румунській армії, що призвело до того, що з 1917 році він був у політичній опалі. Тоді ж навіть певний час жив у Одесі, на території УНР.
Згодом став першим послом Румунії у США. Після війни неодноразово ставав міністром освіти: 1919 рік, 1922—1928 роки, 1933—1937 роки. Проводить масштабну реформу румунської освіти.
Після вбивства 30 грудня 1933 року прем'єр-міністр Іона Дука виконує обов'язки глави уряду протягом чотирьох днів (30 грудня 1933 — 3 січня 1934).
1938 року призначений державним міністром в уряді Мирона Кристі, тоді ж стає королівським радником Кароля II.
Помер у вересні 1948 року у франуцузькому шпиталі у Бухаресті. Ця смерть уберегла його від невідворотнього арешту та заслання у комуністичні концтабори.